# Hurley (miasto w stanie Nowy Jork)
Hurley – miasto w Stanach Zjednoczonych, w stanie Nowy Jork, w hrabstwie Ulster.